# Real Academia de Medicina y Cirugía de Cádiz
La Real Academia  de Medicina y Cirugía de Cádiz (RAMCC) es una academia regional de Medicina correspondiente a la provincia de Cádiz. Se halla instalada en la Plaza Fragela de la capital gaditana y su actual presidente es José Antonio Girón González. Es miembro del Instituto de Academias de Andalucía.

## Historia

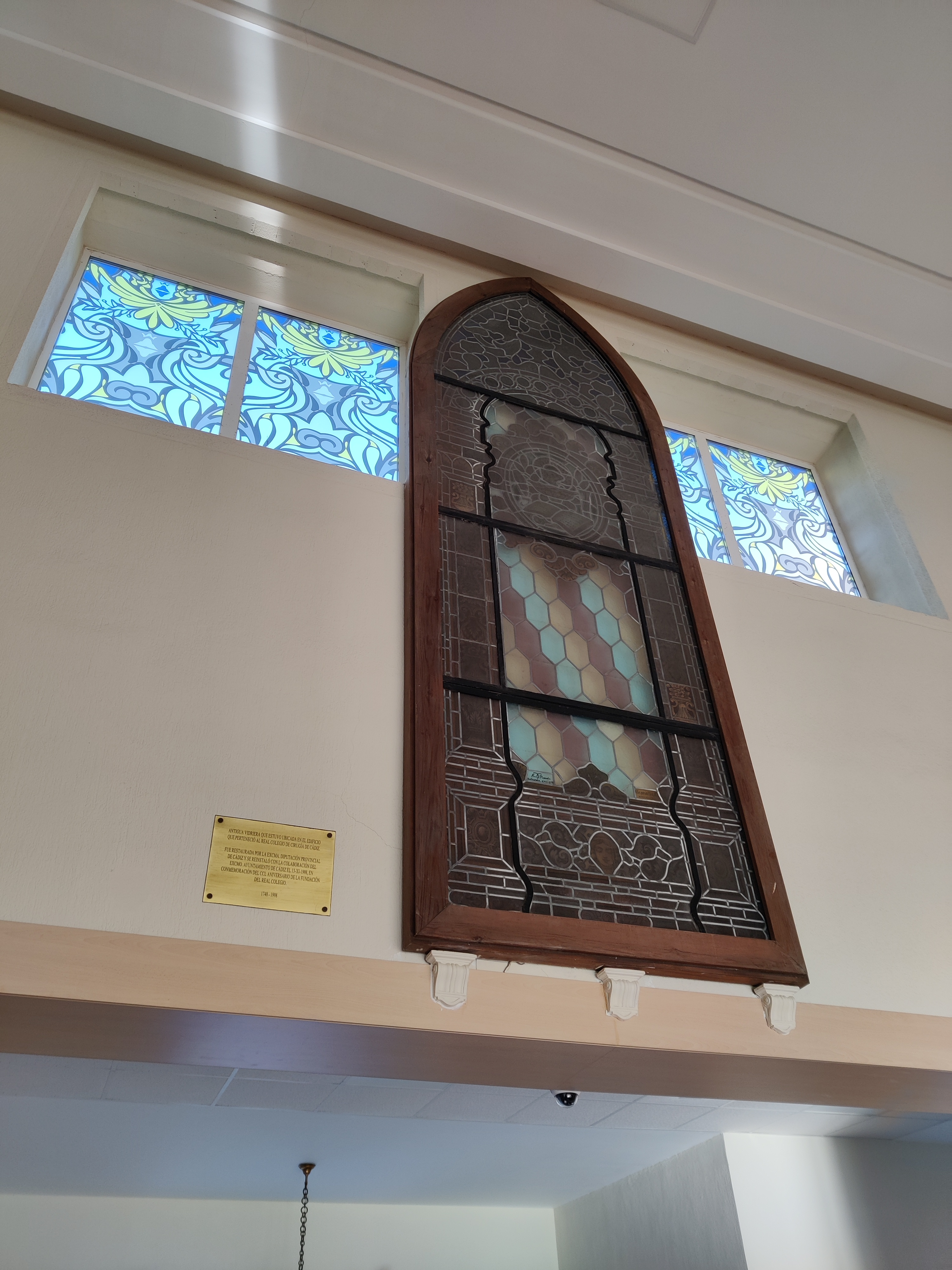
Vidriera del edificio originario

Fue fundada en 1831, aunque sus orígenes se remontan 100 años antes, hallándose el germen en la escuela de medicina naval, contituyéndose en colegios médicos de la Armada, escuelas de cirujanos y, a causa de la legislación de la época, la conversión de los Reales Colegios en Facultades.
Juan Lacomba crea la Escuela de Practicantes en 1728, anexa a la Facultad de Medicina. En 1730 se construyó un Anfiteatro Anatómico. Dicho Anfiteatro dentro del Real Colegio de Cirugía, atrajo instituciones médicas Las instituciones donde esta revolución se llevarían a cabo en los anfiteatros anatómicos de Cádiz y de Barcelona, siendo los de Cartagena y Ferrol, secundados por la creación de los de Cádiz y Barcelona.
En 1748 se crea en Cádiz el Real Colegio de Cirugía de la Armada, creado por Pedro Virgili a partir del Colegio de Practicantes de Juan Lacomba primera institución de Europa en conceder el título de médico-cirujano, formando —a partir de 1791— a sus alumnos en ambas disciplinas, que estaban separadas hasta entonces: la primera en universidades y la segunda en colegios. Esta novedad fue luego adoptada más adelante, primeramente a Montpellier , y luego por el resto de Europa, siendo Cádiz, la primera en hacerlo.
Finalmente por Real Cédula de 15 de enero de 1831 se establece la Real Academia  de Medicina y Cirugía de la Provincia de Cádiz, que cubría los Distritos de Cádiz, Huelva, Málaga, Islas Canarias y Posesiones del Norte de África. Siguen perteneciendo a ella los que “al tiempo de la aprobación de este Reglamento eran socios de las antiguas Academias”. Fue creada «para fomentar el progreso de la medicina española, publicar su historia bibliográfica, formar la geografía médica del país y un diccionario tecnológico de la Medicina».Pertenece al Instituto de España       como   academia asociada y es una de las Academias de Distrito de la Real Academia Nacional de Medicina

## Actividades y miembros
La Academia realiza anualmente diversas actividades: otorga premios de varias clases mediante concursos y certámenes públicos y ha editado importantes obras  y unos interesantes Anales. Las medallas académicas ostentan una alegoría de una matrona simbolizando la Medicina y la leyenda "Ars cum natura ad salutem conspirans".
Consta de cincuenta académicos numerarios, académicos de honor, varios correspondientes en otras provincias y el extranjero, y además otros miembros honorarios también extranjeros.